# Hand of Blood EP: Live at Brixton
Hand of Blood EP: Live at Brixton è il terzo EP live della band metalcore Bullet for My Valentine. Questo è una registrazione audio del loro debutto The Poison: Live at Brixton. Tuttavia questo è stato considerato una pubblicazione non ufficiale, poiché sul sito della band non è stato citato.

## Tracce
1. Hand of Blood
2. Suffocating Under Words of Sorrow (What Can I Do)
3. Cries in Vain
4. Tears Don't Fall
5. All These Things I Hate (Revolve Around Me)

## Formazione
- Matthew Tuck - voce, chitarra ritmica
- Michael Paget - chitarra solista
- Jason James - basso, voce
- Michael Thomas - batteria